# Луї Жан Люм'єр
Луї Жан Люм'єр (фр. Louis Jean Lumière; 5 жовтня 1864 — 6 червня 1948) — винахідник кінематографу. Брат Огюста Люм'єра.
Луї Жан Люм'єр народився 5 жовтня 1864 у місті Безансоні в родині художника, який захоплювався фотографією. Він закінчив технічну школу і працював на фабриці фотоплатівок, власником якої був його батько.
В 1894 році Луї Жан Люм'єр ознайомився з рухомими зображеннями Томаса Едісона і став займатися проблемою світлової проєкції «рухомих фотографій».
Разом із братом Луї Жан розробив апарат, який вони назвали кінематограф. Головним винахідником був Луї Жан, а брат Огюст допомагав йому, здебільшого грішми. Крім технічного винаходу братам Люм'єр належить ініціатива регулярного випуску фільмів.
І от, 28 грудня 1895 року в Гран-кафе на Бульвар-де-Капюсін (Париж) відбувся перший кіносеанс, що почався з показу площі Белькур у Ліоні. В той день було продано лише 35 квитків вартістю один франк, однак пізніше до братів Люм'єр вишиковувалися величезні черги охочих побачити кіно. Після такого успішного дебюту кінематограф швидко поширився Європою.
У 1895 і 1896 роках брати Люм'єр зняли біля п'ятдесяти коротких фільмів на різні теми, наприклад глядачам показали документальні фільми «Вихід робітників з фабрики», «Прибуття потягу на вокзал Ла Сьота», «Морське купання», комедія «Политий поливальник», фільм «Купання Діани».
Кіносеанси братів Люм'єр супроводжувала музика саксофона або піаніно. Створюючи свої фільми, Луї Жан та Огюст Люм'єр вигадали багато прийомів кінознімання. Наприклад, метод, використаний братами при зніманні проїзду по каналу у Венеції на гондолі, зараз називається тревелінгом.
Фірма Луї Жана Люм'єра розіслала по різних країнах спеціально навчених операторів, які робили знімання та демонстрацію кінострічок. Але брати Люм'єр не змогли конкурувати з іншими фотографами, тому Луї Люм'єр пішов з кіно, знявши фільм «Пристрасті Ісусові» у 1898 році. Він продовжив займатися промисловим виробництвом кіно- та фотоплівки, кіноапаратів. Через деякий час Луї Жан продав свої патенти, хоча не припинив займатися кінематографом — намагався зробити кольорове й об'ємне кіно.
У 1919 році Луї Люм'єра обрали членом Французької академії наук.
У 1946 році він передав Французькій синематеці близько 1800 стрічок, знятих ним разом із братом.
6 червня 1948 року Луї Жан Люм'єр помер у місті Бандоль.
У Франції заснована премія імені Люм'єра, яку щороку присуджують за документальні фільми.

## Фільмографія
- 1895 — «Политий поливальник» / L'Arroseur arrosé
- 1895 — «Майстерні в Ла-Сьота» / Ateliers de La Ciotat
- 1895 — «Вихід робітників з фабрики» / La Sortie de l'usine Lumière à Lyon
- 1895 — «Прибуття делегатів на фотоконгрес в Ліоні» / Le Débarquement du Congrès de Photographie à Lyon
- 1895 — «Сніданок немовляти» / Repas de bébé
- 1895 — «Виловлювання червоних рибок» / La Pêche aux poissons rouges
- 1895 — «Вольтижировка» / La Voltige
- 1895 — «Ковалі» / Les Forgerons
- 1895 — «Стрибок через брезент» / Le Saut à la couverture
- 1895 — «Площа Корделії в Ліоні» / La Place des Cordeliers à Lyon
- 1895 — «Механічний м'ясник» / La charcuterie mécanique
- 1895 — «Морське купання» / La Mer (Baignade en mer)
- 1895 — «Тарілка, що обертається» / Assiettes tournantes
- 1896 — «Прибуття потягу на вокзал Ла-Сьота» / L'Arrivée d'un train en gare de la Ciotat
- 1896 — «Гра в сніжки» / Bataille de boules de neige